# Pakistán en los Juegos Olímpicos de Sídney 2000
Pakistán estuvo representado en los Juegos Olímpicos de Sídney 2000 por un total de 27 deportistas, 26 hombres y una mujer, que compitieron en 6 deportes.
El portador de la bandera en la ceremonia de apertura fue el jugador de hockey sobre hierba Ahmed Alam. El equipo olímpico pakistaní no obtuvo ninguna medalla en estos Juegos.